# Сасов
Сасов (укр. Сасів, пол. Sasów) — село в Золочевской городской общине Золочевского района Львовской области Украины.
Население по переписи 2001 года составляло 761 человек. Занимает площадь 1,853 км². Почтовый индекс — 80713. Телефонный код — 3265. Из этого городка происходит хасидская династия Сассовы.